# Klaus Tochtermann (Informatiker)

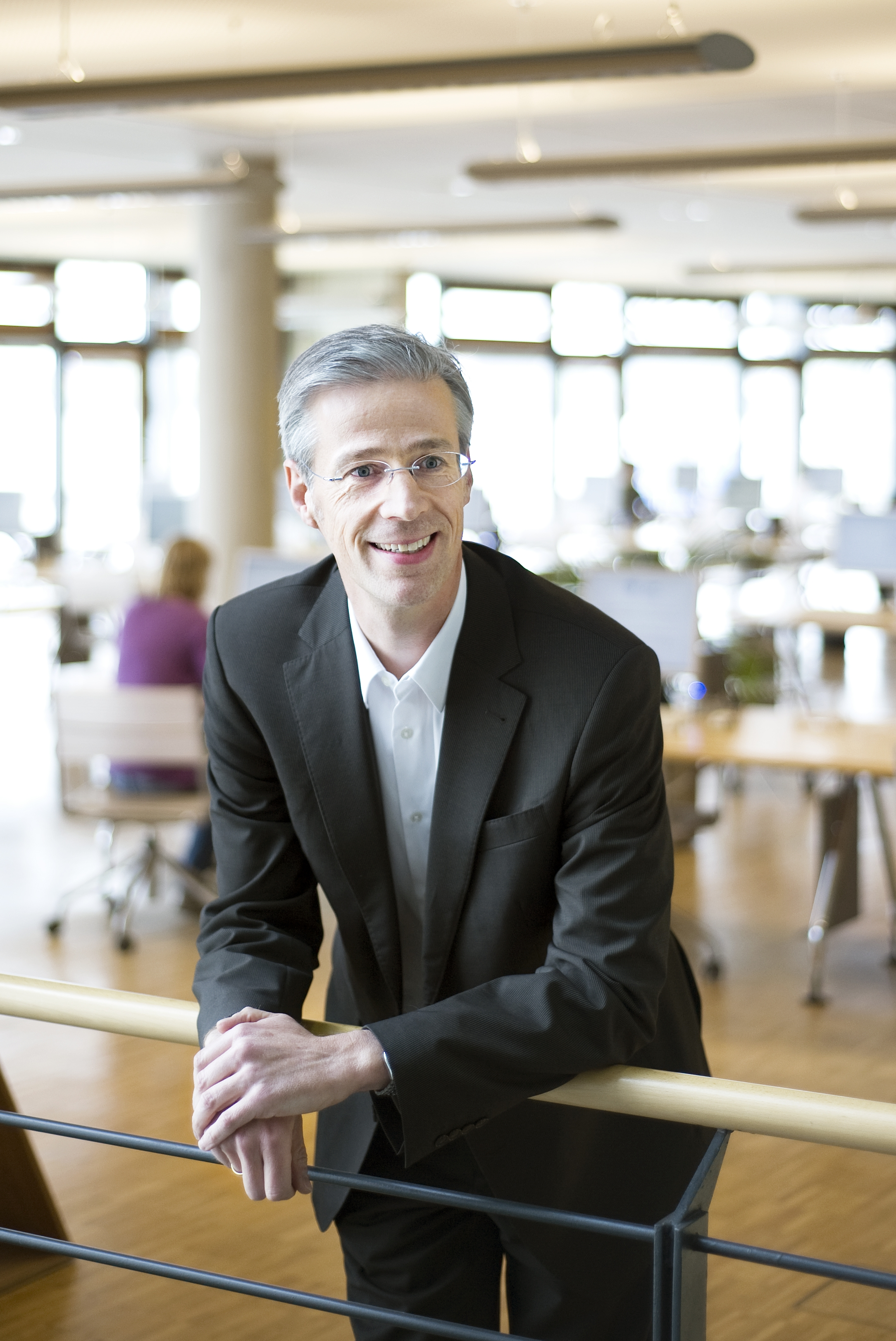
Klaus Tochtermann, 2010

Klaus Tochtermann (* 22. August 1964 in Heidelberg) ist ein deutscher Informatiker. Er ist seit 2010 Professor am Institut für Informatik an der Christian-Albrechts-Universität zu Kiel sowie Direktor der ZBW – Leibniz Informationszentrum Wirtschaft.

## Leben
Klaus Tochtermann ist der Sohn Werner Tochtermanns und Bruder Peter Tochtermanns. 1983 legte er an der Kieler Gelehrtenschule sein Abitur ab. Von 1985 bis 1991 studierte Tochtermann Informatik in Kiel (Vordiplom) und Dortmund (Diplom). An der Universität Dortmund schloss er 1995 eine Promotion im Fach Informatik mit einer Arbeit zum Thema „Ein Modell für Hypermedia: Beschreibung und integrierte Formalisierung wesentlicher Hypermediakonzepte“ ab. Im Jahr nach seiner Promotion verbrachte Klaus Tochtermann als Stipendiat der Max-Kade-Foundation ein Jahr als Post-Doktorand an der Texas A&M University, Center for the Studies of Digital Libraries, USA. Seine Arbeitsschwerpunkte waren in dieser Zeit der Bereich internetbasierte Tools und Dienstleistungen für Digitale Bibliotheken. In den Jahren 1997 bis 2000 war er Bereichsleiter am FAW Ulm.
Von 2001 bis 2010 führte er als wissenschaftlicher Leiter das Forschungsinstitut Know-Center, einem in Österreich beheimateten Kompetenzzentrum für informationstechnologisches Wissensmanagement. Zusammen mit Hermann Maurer begründete Klaus Tochtermann im Jahre 2001 die Tagungsreihe I-KNOW. Im Jahre 2002 erfolgte die Habilitation im Fach „Angewandte Informationsverarbeitung“ an der TU Graz mit einer Arbeit zum Thema „Personalisation in the Context of Digital Libraries and Knowledge Management“. Von 2004 bis 2010 war er Universitätsprofessor (Lehrstuhl für Wissensmanagement, Angewandte Informationsverarbeitung, Digitale Bibliotheken) und Vorstand des Instituts für Wissensmanagement der TU Graz. Im Zeitraum von 2007 bis 2010 leitete er auch das Institut für Vernetzte Medien am Joanneum Research, eine anwendungsorientierte Forschungseinrichtung mit Sitz in Graz.
Seit 2010 ist Klaus Tochtermann Direktor der ZBW – Leibniz-Informationszentrum Wirtschaft und hat eine Universitätsprofessur für Digitale Informationsinfrastrukturen an der Christian-Albrechts-Universität zu Kiel inne.
Im Jahr 2012 ist auf Initiative von Klaus Tochtermann der Leibniz-Forschungsverbund Science 2.0 gegründet worden. Im Rahmen dieses Forschungsverbundes wird der Frage nachgegangen, inwieweit das Soziale Web Forschungs- und Publikationsprozesse verändert und Informationsinfrastruktureinrichtungen diese Veränderungen mitgestalten können.
2014 erhielt die von Klaus Tochtermann geleitete ZBW – Leibniz-Informationszentrum Wirtschaft die nationale Auszeichnung „Bibliothek des Jahres 2014“ durch den Deutschen Bibliotheksverband.

## Forschungsschwerpunkte
- Science 2.0, Open Science, European Open Science Cloud[6][7]
- Wissensmanagement und Wissensvermittlung
- Web 2.0
- Semantische Technologien

## Andere berufsbezogene Aktivitäten (Auswahl)
- Mitglied in der High Level Expert Group „European Open Science Cloud“ der Europäischen Kommission[8]
- Mitglied im Rat für Informationsinfrastrukturen
- Mitglied im Aufsichtsrat des Know-Center – Graz (Österreich)
- Gastprofessur für Digitale Infrastrukturen an der Universität St. Gallen (2016)
- Visiting Professor an der Universiti Teknologi MARA (Malaysia) (bis 2016)[9]
- Mitglied der Working Group Sustainability für die European Open Science Cloud[10]
- Mitglied im Forschungsinfrastrukturbeirat der Universität Hamburg[11]
- Vorsitz des Digitalisierungsbeirats der TU Graz (Österreich)[12]
- Mitglied im Beirat zahlreicher Leibniz-Institute[13]

## Schriften (Auswahl)
- Mit Arben Hajra: Enriching Scientific Publications from LOD Repositories through World Embeddings Approach. In: Metadata and Semantics Research: 10th International Conference, MTSR 2016, Göttingen, Germany, November 22–25, 2016. Proceedings / edited by Emmanouel Garoufallou (u. a.). Springer International Publishing, Cham 2016, ISBN 978-3-319-49157-8, S. 278–290.
- Mit Fidan Limani, Atif Latif: Scientific Social Publications for Digital Libraries. In: Research and Advanced Technology for Digital Libraries: 20th International Conference on Theory and Practice of Digital Libraries, TPDL 2016, Hannover, Germany, September 5–9, 2016. Proceedings. Springer International Publishing, Cham 2016, ISBN 978-3-319-43996-9, S. 373–378 (Lecture notes in computer science, 9819).
- Mit Arben Hajra, Vladimir Radevski: Author Profile Enrichment for Cross-linking Digital Libraries. In: Research and Advanced Technology for Digital Libraries: Proceedings / 19th International Conference on Theory and Practice of Digital Libraries, TPDL 2015, Poznań, Poland, September 14–18, 2015. Springer International Publishing, Cham 2015, ISBN 978-3-319-24591-1, ISBN 978-3-319-24592-8, S. 124–136 (Series Lecture Notes in Computer Science, 9316).
- Mit Atif Latif, Ansgar Scherp: LOD for Library Science: Benefits of Applying Linked Open Data in the Digital Library Setting. In: Künstliche Intelligenz: KI. Springer, Berlin 2015, S. 1–9. ISSN 1610-1987; doi:10.1007/s13218-015-0420-x
- Mit Atif Latif, Timo Borst: Exposing Data From an Open Access Repository for Economics As Linked Data. In: D-Lib Magazine: The Magazine of Digital Library Research. Corporation for National Research Initiatives, Reston VA, 2014, Vol. 20, No. 9/10. ISSN 1082-9873; doi:10.1045/september2014-latif
- How Science 2.0 will impact on Scientific Libraries. In: it-Information Technology, 2014, Vol. 56, No. 5, S. 224–229; ISSN 2196-7032; doi:10.1515/itit-2014-1050
- Mit Atif Latif: Exploring Scientific Publication and Cross-domain Linked Dataset for Similarity – A Case Study. In: International journal of advancements in computing technology (IJACT, AICIT), 2013, Vol. 5, No. 11, S. 179–187. ISSN 2005-8039; hdl:11108/125
- Mit Atif Latif: Finding Resources in Scholarly Communication and Cross-domain Linked Dataset. In: Proceedings ICIPM2013: 8th International Conference on Information Processing and Management will be held in Seoul, Republic of Korea from April 1–3, 2013. AICIT, Seoul 2013, ISBN 978-1-4503-1783-2; hdl:11108/127
- Mit Joachim Neubert: Linked Library Data: Offering a Backbone for the Semantic Web. In: Dickson Lukose (Hrsg.): Knowledge Technology: Third Knowledge Technology Week, KTW 2011, Kajang, Malaysia, July 18–22, 2011. Revised Selected Papers. Springer, Berlin / Heidelberg 2012, ISBN 978-3-642-32825-1, S. 37–45 (Communications in Computer and Information Sciences, Vol. 295).
- Mit Michael Granitzer, Vedran Sabol, Kow Weng Onn, Dickson Lukose: Ontology Alignment – A Survey with Focus on Visually Supported Semi-Automatic Techniques. In: Future Internet / Molecular Diversity Preservation International (MDPI), 2010, Vol. 2, Iss. 3, S. 238–258. MDPI Basel; doi:10.3390/fi2030238
- Mit Werner Schachner: Wissen wirkt in Prozessen. Aachen 2010, ISBN 978-3-8322-9280-5.
- Mit Werner Schachner: Wissen schafft Projektperformance. Aachen 2010, ISBN 978-3-8322-9282-9.